# Liste der Monuments historiques in La Flotte
Die Liste der Monuments historiques in La Flotte führt die Monuments historiques in der französischen Gemeinde La Flotte auf.

## Liste der Bauwerke
| Bezeichnung              | Beschreibung | Standort             | Kennzeichnung | Schutzstatus | Datum | Bild           |
| ------------------------ | --- | -------------------- | ------------- | ------------ | ----- | -------------- |
| Kloster Notre-Dame-de-Ré | Erbaut ab dem 12. Jahrhundert, Anfang des 17. Jahrhunderts aufgegeben                                             | Saint-Laurent (Lage) | PA00104687    | Classé       | 1990  | weitere Bilder |
| Kirche Ste-Catherine     | Erbaut im 15. und 18. Jahrhundert                                                                                 | (Lage)               | PA00104688    | Inscrit      | 1988  | weitere Bilder |
| Fort de La Prée          | ursprüngliche Anlage von Pierre de Conty d’Argencour, 1625; 1684 durch Sébastien Le Prestre de Vauban verkleinert | (Lage)               | PA00104689    | Classé       | 2008  | weitere Bilder |

## Liste der Objekte
| Bezeichnung                                             | Beschreibung                                                                                  | Standort                                                   | Kennzeichnung | Schutzstatus   | Datum     | Bild           |
| ------------------------------------------------------- | --------------------------------------------------------------------------------------------- | ---------------------------------------------------------- | ------------- | -------------- | --------- | -------------- |
| Fischerboot Général Leclerc                             | Ehemals Excalibur; Slup, 1949 gebaut                                                          | im Hafen von La Flotte (Lage)                              | PM17000641    | Classé         | 1993      | weitere Bilder |
| Austernboot Petite Normandie                            | Slup, 1933 gebaut                                                                             | im Hafen von La Flotte (Lage)                              | PM17002636    | Inscrit        | 2018      |                |
| Fischerboot Père Gabriel                                | Slup, 1942 gebaut                                                                             | im Hafen von La Flotte (Lage)                              | PM17002168    | Inscrit        | 2009      |                |
| Fischerboot Aurore                                      | Slup, 1926 gebaut                                                                             | im Hafen von La Flotte (Lage)                              | PM17002167    | Inscrit        | 2009      | weitere Bilder |
| Austernboot Laisse-les-dire                             | Slup, 1929 gebaut                                                                             | im Hafen von La Flotte (Lage)                              | PM17000644    | Classé         | 1993      | weitere Bilder |
| Lotsenboot Espoir                                       | Yawl, 1939 gebaut                                                                             | im Hafen von La Flotte (Lage)                              | PM17000649    | Classé         | 1993      |                |
| Austernboot Amphitrite                                  | Slup, gebaut 1927                                                                             | im Hafen von La Flotte (Lage)                              | PM17000861    | Classé         | 2012      | weitere Bilder |
| Gemälde Auferstandener Christus                         | Öl auf Leinwand, Holzrahmen, 19. Jahrhundert, von Charles Louis Lucien Muller                 | in der Kirche Ste-Catherine (Lage)                         | PM17000127    | Classé         | 1979      |                |
| Altar                                                   | Altar mit Tabernakel und Retabel; Holz, farbig gefasst und vergoldet, 17. bis 19. Jahrhundert | in der Kirche Ste-Catherine, im linken Seitenschiff (Lage) | PM17000134    | Inscrit Classé | 1977 1980 |                |
| Prozessionskreuz                                        | Messing, vergoldet, und Holz, 18. Jahrhundert                                                 | in der Kirche Ste-Catherine (Lage)                         | PM17001076    | Inscrit        | 1979      |                |
| Pluviale                                                | Seide und Goldfaden, 19. Jahrhundert                                                          | in der Kirche Ste-Catherine (Lage)                         | PM17001524    | Inscrit        | 1988      |                |
| Schiffsmodell Le saint Pierre                           | Votivgabe: Modell eines Dreimasters mit 20 Geschützen; Holz, bemalt, 18. Jahrhundert          | in der Kirche Ste-Catherine (Lage)                         | PM17000125    | Classé         | 1958      |                |
| Baiser de paix                                          | Bronze, versilbert, 17. Jahrhundert                                                           | in der Kirche Ste-Catherine (Lage)                         | PM17000129    | Classé         | 1979      |                |
| Gemälde Martyrium der heiligen Katharina von Alexandria | Öl auf Leinwand, Holzrahmen, 1683 von Antoine Duronnel                                        | in der Kirche Ste-Catherine (Lage)                         | PM17000132    | Classé         | 1979      |                |
| Hochaltar                                               | Altar mit Tabernakel und Retabel; Holz, farbig gefasst und vergoldet, 18. und 19. Jahrhundert | in der Kirche Ste-Catherine (Lage)                         | PM17000135    | Inscrit Classé | 1977 1980 |                |
| Skulptur Madonna mit Kind                               | Gips, weiß gefasst, 18. Jahrhundert                                                           | in der Kirche Ste-Catherine (Lage)                         | PM17000964    | Inscrit        | 1977      |                |
| Zwei Reliquiare                                         | Holz, vergoldet, 19. Jahrhundert                                                              | in der Kirche Ste-Catherine (Lage)                         | PM17001077    | Inscrit        | 1979      |                |
| Monstranz                                               | Silber, vergoldet, 19. Jahrhundert                                                            | in der Kirche Ste-Catherine (Lage)                         | PM17001078    | Inscrit        | 1979      |                |
| Gemälde Judas Thaddäus                                  | Öl auf Leinwand, 18. Jahrhundert                                                              | in der Kirche Ste-Catherine (Lage)                         | PM17001120    | Inscrit        | 1980      |                |
| Gemälde Darstellung des Herrn                           | Öl auf Leinwand, 18. Jahrhundert                                                              | in der Kirche Ste-Catherine (Lage)                         | PM17000965    | Inscrit        | 1977      |                |
| Glocke Armand Jean                                      | Bronze, 1632                                                                                  | in der Kirche Ste-Catherine (Lage)                         | PM17000124    | Classé         | 1942      |                |
| Schiffsmodell Jeanne d’Arc                              | Votivgabe: Modell eines Dreimastschoners; Holz, bemalt, 19. Jahrhundert                       | in der Kirche Ste-Catherine (Lage)                         | PM17000126    | Classé         | 1985      |                |
| Sechs Statuetten                                        | Gips und Holz, vergoldet, Anfang des 19. Jahrhunderts                                         | in der Kirche Ste-Catherine, am Hochaltar (Lage)           | PM17001073    | Inscrit        | 1979      |                |
| Kelch                                                   | Silber, nach 1838                                                                             | in der Kirche Ste-Catherine (Lage)                         | PM17001075    | Inscrit        | 1979      |                |
| Kruzifix                                                | Holz, farbig gefasst, 17. Jahrhundert                                                         | in der Kirche Ste-Catherine (Lage)                         | PM17000128    | Classé         | 1979      |                |
| Gemälde La Marie Thérèse                                | Votivgabe: Öl auf Leinwand, 1753                                                              | in der Kirche Ste-Catherine (Lage)                         | PM17000130    | Classé         | 1979      |                |
| Gemälde Verlust der Schaluppe La Brune                  | Votivgabe: Öl auf Leinwand, Holzrahmen, 19. Jahrhundert                                       | in der Kirche Ste-Catherine (Lage)                         | PM17000131    | Classé         | 1979      |                |
| Gemälde Christus am Kreuz                               | Öl auf Leinwand, Holzrahmen, 1765                                                             | in der Kirche Ste-Catherine (Lage)                         | PM17000133    | Classé         | 1979      |                |
| Kruzifix                                                | Holz, vergoldet, 18. Jahrhundert                                                              | in der Kirche Ste-Catherine (Lage)                         | PM17001074    | Inscrit        | 1979      |                |
| Zwei Stolen                                             | Seide und Goldfaden, 19. Jahrhundert                                                          | in der Kirche Ste-Catherine (Lage)                         | PM17001525    | Inscrit        | 1988      |                |